# ادواردو وارگاس
ادواردو وارگاس (اسپانیایی: Eduardo Vargas‎؛ زاده ۲۰ نوامبر ۱۹۸۹) یک بازیکن فوتبال اهل شیلی که درتیم اتلتیکومینیروبرزیل حضوردارد.ویدر بازی مقابل بولیو گل اول تیم‌خود را در مقدمات جام جهانی 2026به ناجوانمردانه ترین شکل ممکن به ثمر رساند و در جام جهانی 2014 فیفا ، جام کنفدراسیون های فیفا 2017 و کوپا آمریکا در سال های 2015 ، 2016 ، 2019 و 2021 در ترکیب شیلی بود . و به عنوان بهترین گلزن در مسابقات کوپا2015و2016شدو همچنین موفق به کسب قهرمانی با شیلی در جام های 2015 و 2016 کوپا آمریکا شد

## تیم ملی
وی همچنین در تیم ملی فوتبال شیلی بازی کرده است.